# 湯熨斗
湯熨斗（ゆのし）は、布地を湯気に当ててしわなどを伸ばすことである。

## 概要
繊維組織のなかに湯気を通過させることによって、一時的に繊維をやわらかくして服の皺や縮みをのばして、幅をそろえてそのまま冷やしてかたちを整える方法。
新しい反物、あるいは解き洗いしたものなどの幅出し、艶出し、あるいは毛糸の癖直しなどのために行なわれる。お召しや縮緬類の皺（しぼ）織物の蒸気仕上げもこう呼ばれる。
かつては家庭ではその方法は、反物はそのまま、解き洗いしたものは身頃、袖、衽および衿をそれぞれ「わ」にして、円棒をわのなかに通し、布地を蒸気に当てながら円棒を持って適度に布地を張り、両手の親指で広げながら、下から上に回転させつつ、幅を平均に伸ばして仕上げていた。半衿などの小物は両端に円箸を入れて行なった。器具はブリキ製の漏斗を逆さまにしたようなものであった。小物の場合は、やかんの注ぎ口から出る湯気を用いることもあった。